# 시로 그린
시로 그린(CeeLo Green, 1974년 5월 30일 ~ )은 미국의 싱어송라이터, 래퍼, 음악 프로듀서이다. 미국 NBC의 리얼리티 인재 발굴 프로그램 《더 보이스》의 코치로 활동하였으며, 음악 영화 《비긴 어게인》에 출연하였다.

## 디스코그래피
- Cee-Lo Green and His Perfect Imperfections (2002)
- Cee-Lo Green... Is the Soul Machine (2004)
- The Lady Killer (2010)
- Cee-Lo Green... Is Everybody's Brother (2012)

## 배우로 출연

### 영화
- 비긴 어게인